# OGLE-2007-BLG-368L
OGLE-2007-BLG-368L é uma estrela localizada a cerca de 19.243 anos-luz (5.900 pc) de distância a partir da Terra, na constelação de Scorpius. Esta estrela tem uma massa de 0,65 massas solares, possivelmente, ela uma estrela de tipo K em estágio final. Esta estrela tem um exoplaneta confirmado, OGLE-2007-BLG-368Lb, em sua órbita.

## Sistema planetário
Em 2009, durante um evento de microlente gravitacional, um planeta extrassolar com uma massa semelhante a massa de Netuno foi descoberto, a distância do planeta dessa estrela é de 3,3 UA e uma massa 22 vezes maior que a massa da Terra.